# Liste der Wappen in der Woiwodschaft Podlachien
Diese Liste zeigt die Wappen der Landkreise und kreisfreien Städte in der Woiwodschaft Podlachien. Die Woiwodschaft Podlachien ist in 14 Landkreise und drei kreisfreie Städte unterteilt.

## Wappen der kreisfreien Städte in der Woiwodschaft Podlachien

Białystok
Suwałki
Łomża

## Wappen der Landkreise in der Woiwodschaft Podlachien

Powiat Augustowski
Powiat Białostocki
Powiat Grajewski
Powiat Hajnowski
Powiat Kolneński
Powiat Łomżyński
Powiat Moniecki
Powiat Sejneński
Powiat Siemiatycki
Powiat Sokólski
Powiat Suwalski
Powiat Wysokomazowiecki
Powiat Zambrowski